# Haarnestcyste
Een haarnestcyste of sinus pilonidalis is een holte in een huidplooi (vaak in de bilspleet), veroorzaakt door ingegroeide haren. De aandoening komt vaker voor bij mensen met een zittend beroep, zoals vrachtwagenchauffeurs.
Door besmetting kan er een infectie optreden, waardoor een abces ontstaat. Alleen een geïnfecteerde sinus pilonidalis leidt tot klachten. 
Door een chirurgische ingreep kan de aangedane huid worden verwijderd. 
Een dergelijke ingreep duurt ongeveer 30 minuten. Als anesthesie wordt doorgaans een ruggenprik of algehele anesthesie toegepast, de keuze tussen beide verdovingsvormen wordt meestal in overleg met de patiënt gemaakt. Soms laten andere factoren (bijvoorbeeld hoog narcoserisico) echter geen keuze door de patiënt toe.
Soms wordt de wond opengelaten waarna deze in een aantal weken moet dichtgroeien (marsupialisatie), waarbij de wond dagelijks gespoeld wordt om hem schoon te houden; soms is het mogelijk de wond primair te sluiten. Deze beslissingen hangen af van de grootte van de sinus pilonidalis en het al of niet zijn opgetreden van ontstekingen, abcessen en/of fistels, van de ervaring en voorkeur van de opererende chirurg en van de plaatselijke gewoonten in het ziekenhuis waar de ingreep wordt verricht.
Door de bilspleet te ontharen met een ontharingscrème kan de aandoening worden voorkomen. Ontharing door middel van scheren wordt afgeraden, omdat juist dan korte haren ontstaan die makkelijk in kunnen groeien.